# Velódromo Peñalolén
El Velódromo Peñalolén o Velódromo de Santiago es un velódromo ubicado en el interior del Parque Peñalolén, en la comuna del mismo nombre en la ciudad de Santiago, capital de Chile. Fue inaugurado en marzo de 2014 como parte de las obras que se edificaron para los Juegos Suramericanos de 2014.
Es considerado uno de los mejores velódromos de Sudamérica debido a su modernidad y a que cumple con todos los estándares de la UCI (Unión Ciclista Internacional). Se trata de un estadio cubierto con capacidad para recibir a 3 mil espectadores. 
En marzo de 2014 el recinto albergó las pruebas del Ciclismo en pista de los Juegos Suramericanos y del 1° al 6 de septiembre de 2015 el Campeonato Panamericano de ciclismo en pista.
En los días 8, 9 y 10 de diciembre de 2017 albergó la cuarta fecha de la edición 2017-2018 de la Copa del Mundo de ciclismo en pista.
Entre los días 15 y 19 de octubre de 2025 será la sede del Mundial de Ciclismo Pista en su CXXII versión.

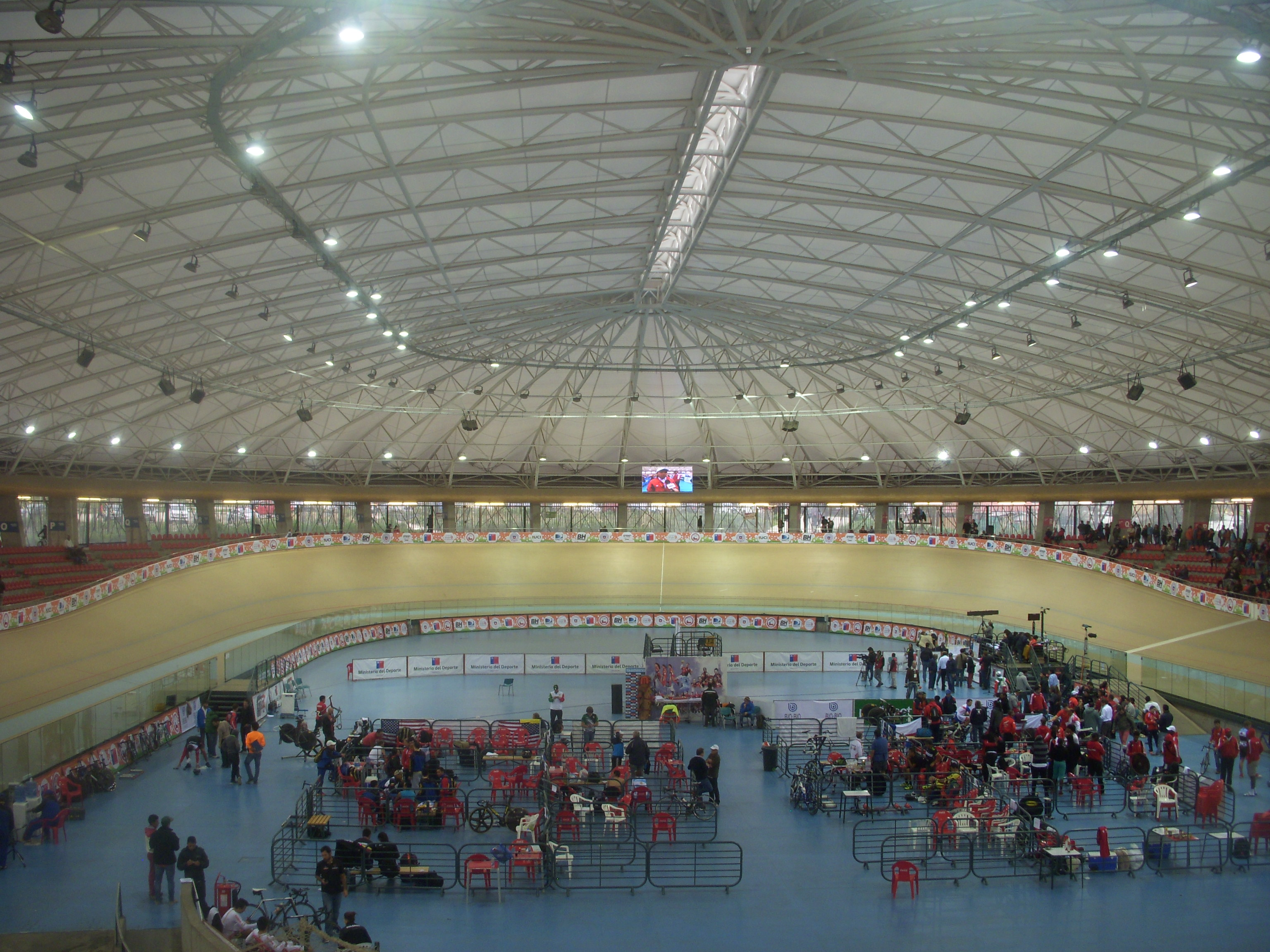
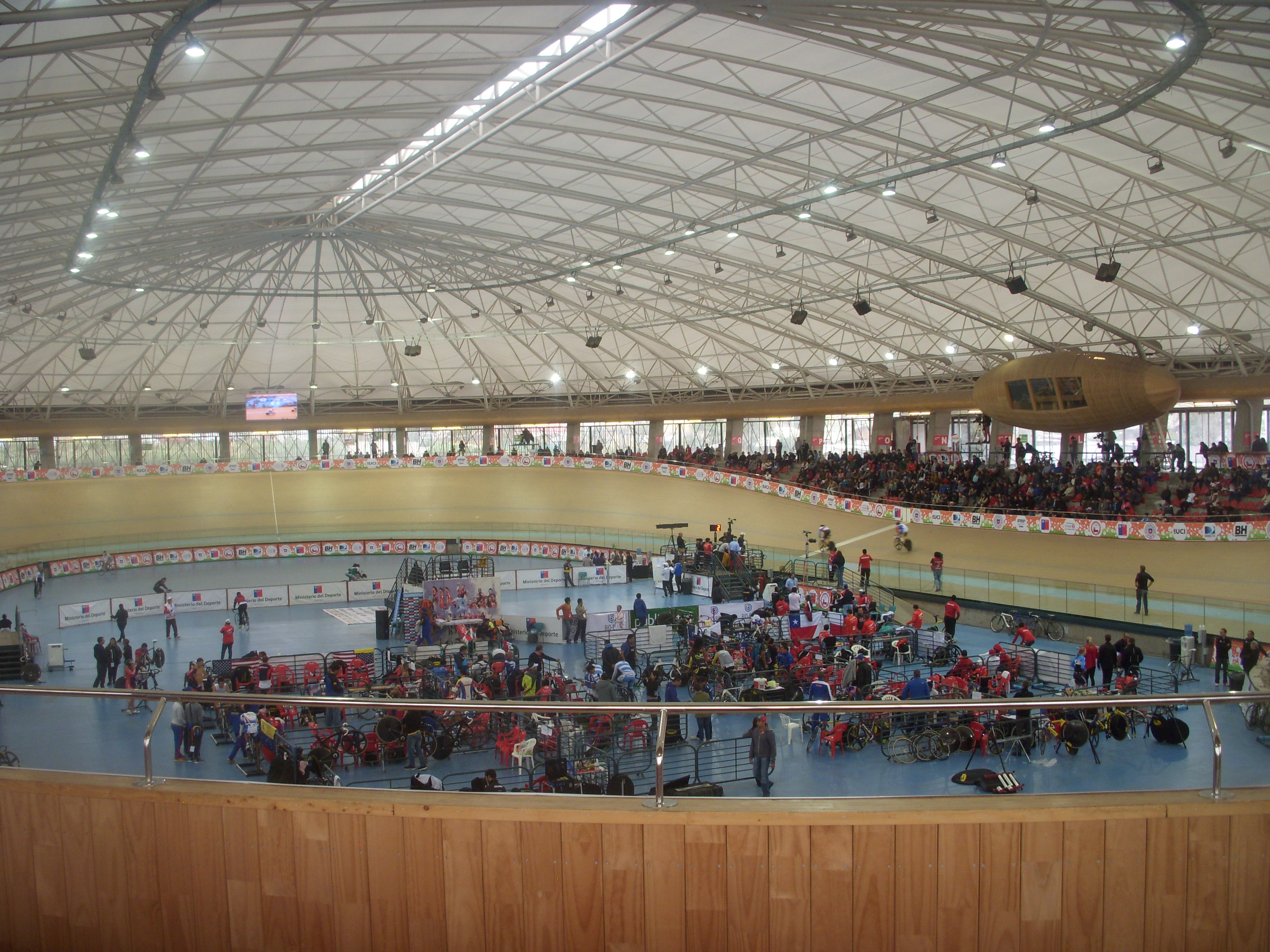